# Temistocle Solera

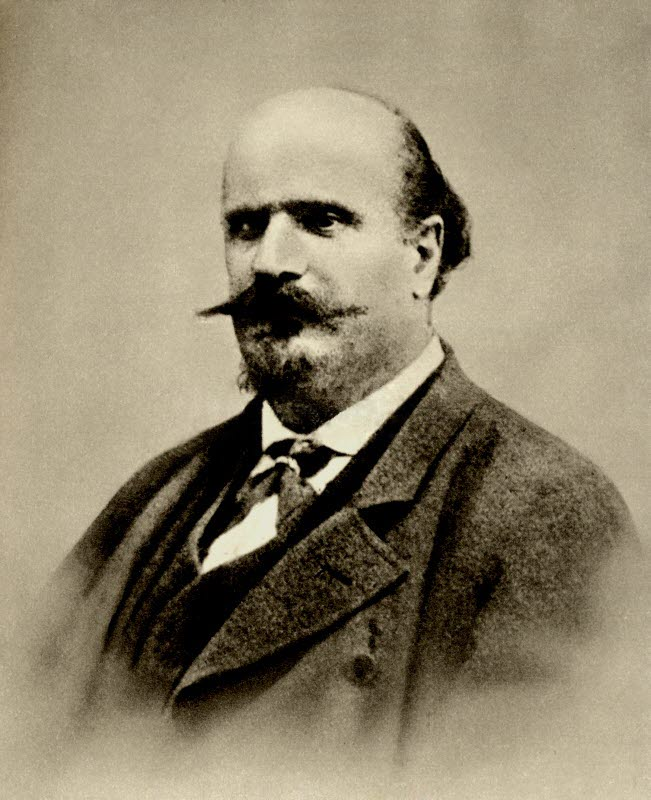
Temistocle Solera, ca. 1860.

Temistocle Solera (Ferrara, 25 de diciembre de 1815 - Milán, 21 de abril de 1878) escribió los libretos de algunas de las primeras óperas de Giuseppe Verdi. También compuso algunas óperas y fue empresario teatral, concretamente en el teatro Real de Madrid a partir de 1851.

## Obras
Escribió los libretos de las siguientes óperas de Verdi:
- Oberto, conte di San Bonifacio
- Nabucco
- I Lombardi alla prima crociata
- Giovanna d'Arco
- Attila

Otros libretos:
- Galeotto Manfredi (Hermann; 1842)
- Ildegonda (Emilio Arrieta; 1845; Melesio Morales; 1866)
- La conquista di Granata (E. Arrieta; 1850)
- La fanciulla delle Asturie (B. Secchi; 1856)
- Sordello (A. Buzzi; 1856)
- Pergolese (A. Ronchetti-Monteviti; 1857)
- Vasconcello (A. Villanis; 1858)
- Una notte di festa (A. Villanis; 1859)
- L'espiazione (A. Peri; 1861)
- L'Indovina, también producida como Sordello (Antonio Buzzi; 1861 y Salvador Giner Vidal; 1870)
- Zilia (G. Villate; 1877)

Óperas:
- Il contadino d'Agliate
- Genio e sventura
- La hermana de Pelayo